# 歐婕
 歐婕（1995年5月8日—）為臺灣女子籃球運動員，現效力於國泰女籃。歐婕的父親歐永福是拳擊運動員，母親余美華高中有打過籃球，阿姨余美芳也是籃球運動員出身，歐婕就讀石牌國中二年級踏上籃球路，高中就讀淡水商工，大學進入中國文化大學，升上大四被安排只打國泰女籃征戰WSBL，不再替文化打UBA。

## 外部連結
- 歐婕在fiba.basketball（英语）
- 歐婕在fiba.basketball（英语）
- 歐婕在Eurobasket.com（球員）（英语）
- 歐婕在Flashscore（英语）